# Steelers de Selkirk
Les Steelers de Selkirk sont une équipe de hockey sur glace de la Ligue de hockey junior du Manitoba. L'équipe est basée à Selkirk dans la province du Manitoba au Canada.

## Historique
L'équipe est créée en 1966.

## Palmarès
| Épreuve                   | Date                                                             |
| ------------------------- | ---------------------------------------------------------------- |
| Coupe Turnbull            | 1968, 1974, 1975, 1976, 1979, 1980, 1984, 1985, 1987, 2004, 2007 |
| Coupe Abbott              | 1974                                                             |
| Coupe Anavet              | 1974, 1975, 2007                                                 |
| Coupe de la Banque royale | 1974                                                             |